# Tierra Colorada, Jalisco
Tierra Colorada är en ort i Mexiko.   Den ligger i kommunen Mezquitic och delstaten Jalisco, i den centrala delen av landet, 600 km nordväst om huvudstaden Mexico City. Tierra Colorada ligger 1 367 meter över havet och antalet invånare är 113.
Terrängen runt Tierra Colorada är bergig åt sydost, men åt nordväst är den kuperad. Runt Tierra Colorada är det mycket glesbefolkat, med 4 invånare per kvadratkilometer. Närmaste större samhälle är San Miguel, 2,0 km norr om Tierra Colorada. I omgivningarna runt Tierra Colorada växer huvudsakligen savannskog.